# Духов монастырь (Великий Новгород)
Ду́хов монастырь — православный монастырь в Великом Новгороде, известен с XII века. В настоящее время — недействующий.

## История и архитектура

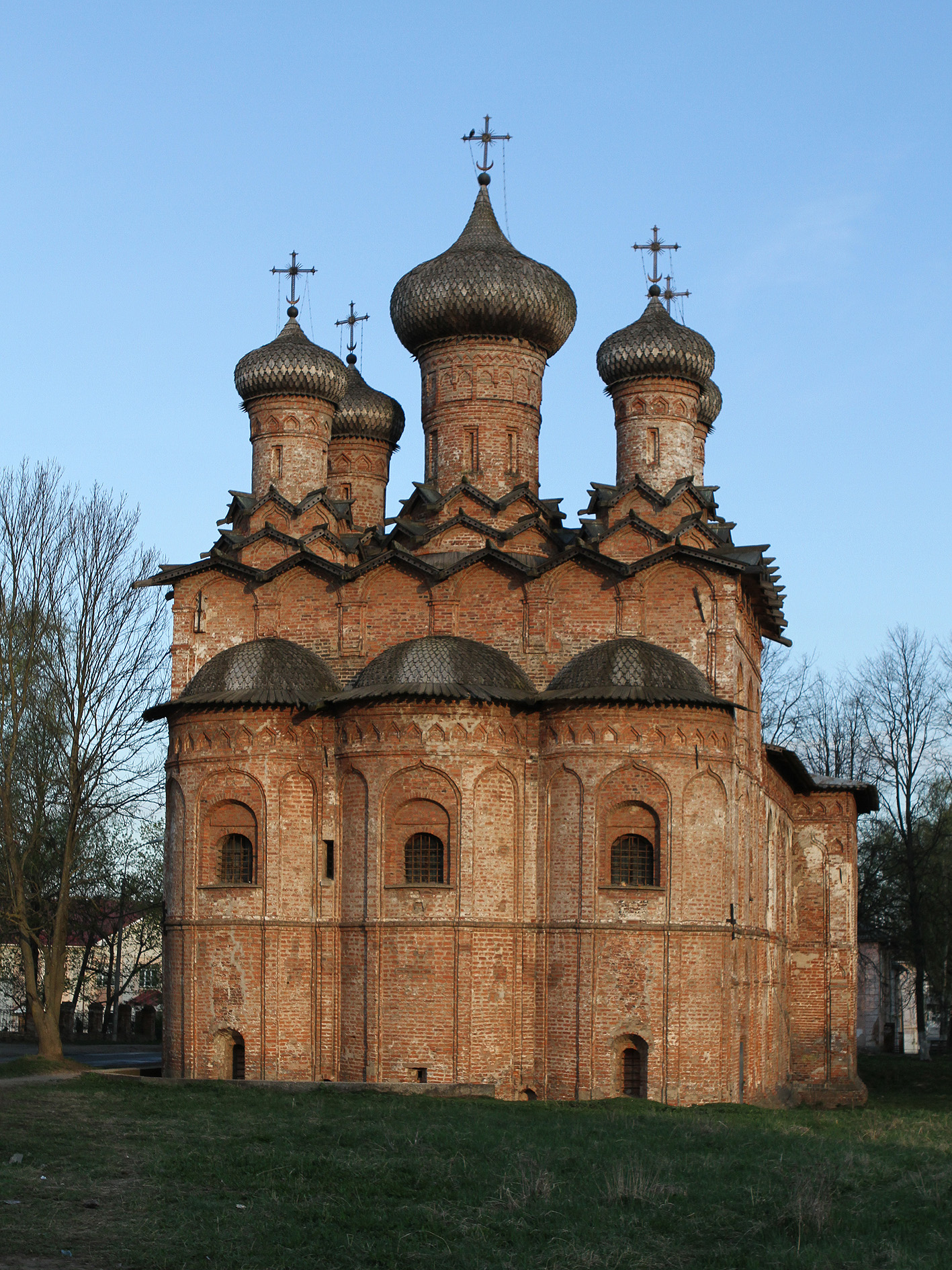
Церковь Троицы

Духов монастырь впервые упоминается в летописи в 1162 году как уже существующий. Он считался одним из крупных новгородских монастырей (после Юрьева, Антониева, Хутынского и Вяжищского).
До наших дней сохранились собор Сошествия Святого Духа, церковь Троицы с трапезной, настоятельский корпус и руины северного сестринского корпуса.
До середины XIV века все строения монастыря были деревянными. В 1357 году был заложен каменный храм Святого Духа.
В 20-х годах XVI века архиепископом Макарием в новгородских монастырях был введён общежительный устав. В связи с этим в крупнейших из них, в том числе в Духовом, построли каменные трапезные палаты, как правило, двухэтажные, с примыкающим к ним с востока храмом.
Церковь Троицы с трапезной палатой построена около 1557 года по заказу игумена Ионы. Она расположена почти в центре территории монастыря. На первом этаже трапезной располагались поварня, хлебня и два квасных погреба; на втором этаже — трапезная и келарская.
Троицкая церковь представляет собой бесстолпный храм на подклете. Её архитектура отражает новые для того времени московские архитектурные веяния и являет высокохудожественный образец зодчества середины XVI века. Обладает рядом композиционных, конструктивных и декоративных особенностей. Отличается стройными пропорциями. Стены церкви сложены из известняковой плиты и с обеих сторон облицованы кирпичом. Купола и апсиды покрыты городчатым лемехом. Церковь серьёзно пострадала во время шведской оккупации 1611—1617 годов, а также от сильного пожара, случившегося в 1685 году. По штатам 1764 года монастырь положен в третьем классе.
5 марта 1786 года Духов монастырь преобразован в женский с переводом в него монахинь двух новгородских монастырей, Евфимиева и Молотковского. При этом вместо Духова монастыря в штат был включён Валаамский монастырь.
В XIX веке в трапезной церкви была произведена частичная перестройка. Известно, что в 1822 году император Александр I пожертвовал на ремонт церквей Духова монастыря 10 тысяч рублей.
Монастырь был закрыт в 1920-е годы. Ограда монастыря, колокольня и ряд жилых корпусов были разобраны, кладбище уничтожено. Через территорию бывшего монастыря прошла городская улица. Во время немецкой оккупации в здании монастыря находилась комендатура.

## Современное состояние

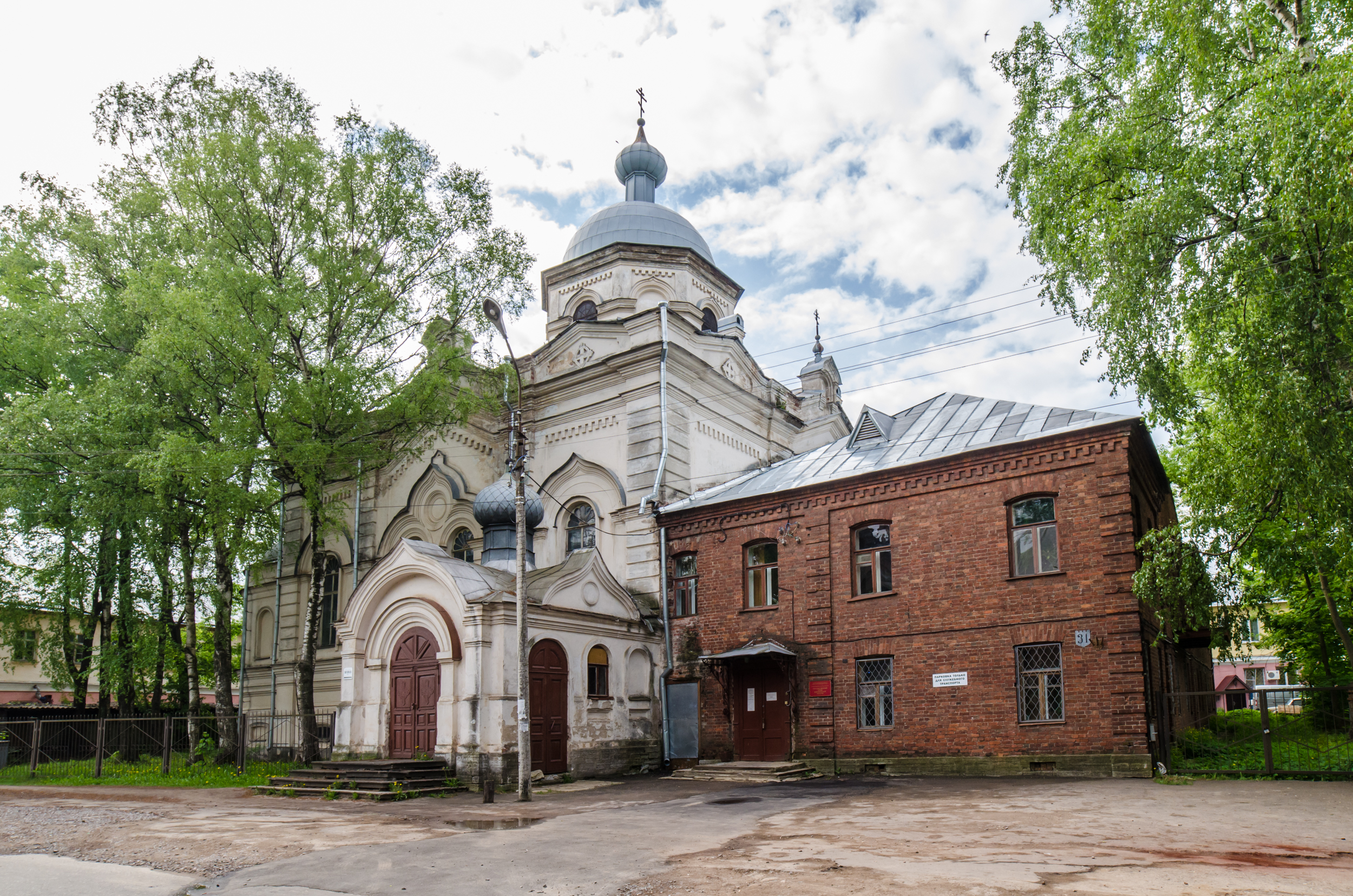
Собор Сошествия Святого Духа

С 1926 года и до нашего времени Собор Сошествия Святого Духа используется как Государственный архив. Во время оккупации Новгорода он был приспособлен под склад. В настоящее время в нём всё ещё размещается Государственный архив Новгородской области, для которого с 2009 года строят новое здание (Нехинская улица, 55). Последняя реставрация проходила в монастыре в 1963 году (проект архитектора Т. В. Гладенко).

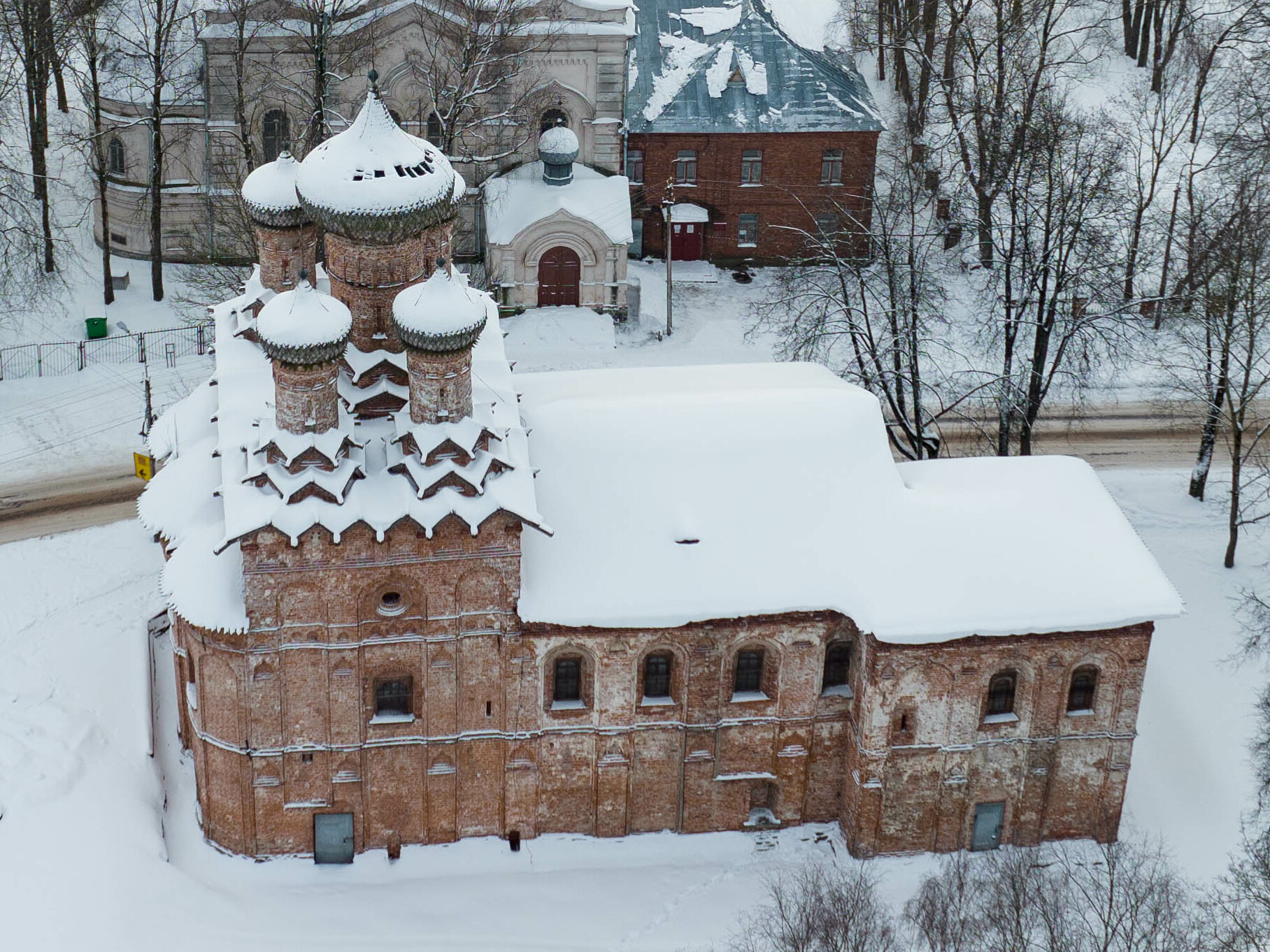
Вид на монастырь с дрона, 2022 год